# Allie Wilson
Allie Wilson (* 31. März 1996) ist eine US-amerikanische Leichtathletin, die sich auf den 800-Meter-Lauf spezialisiert hat.

## Sportliche Laufbahn
Allie Wilson wuchs in Atlanta auf und absolvierte bis 2019 ein Studium an der Monmouth University in New Jersey. Erste internationale Erfahrungen sammelte sie im Jahr 2022, als sie bei den NACAC-Meisterschaften in Freeport in 1:58,48 min die Silbermedaille hinter ihrer Landsfrau Ajeé Wilson gewann. 2024 schied sie bei den Hallenweltmeisterschaften in Glasgow mit 2:01,66 min in der ersten Runde aus und im August schied sie bei den Olympischen Sommerspielen in Paris mit 1:59,73 min in der Hoffnungsrunde aus. 
2024 wurde Wilson US-amerikanische Hallenmeisterin im 800-Meter-Lauf.

## Persönliche Bestleistungen
- 800 Meter: 1:57,52 min, 20. Juli 2024 in London
  - 800 Meter (Halle): 2:00,33 min, 18. Februar 2023 in Albuquerque
  - 1000 Meter (Halle): 2:35,42 min, 19. Januar 2024 in Louisville
- 1500 Meter: 4:04,02 min, 29. Juli 2022 in Memphis
  - 1500 Meter (Halle): 4:14,90 min, 4. Februar 2023 in Boston